# تبثر طرفي
التبثر الطرفي (بالإنجليزية: Acropustulosis)‏ يُشير إلى التهاب جلد الأطراف مع تبثر، ومن أنواعه:
- بثار الراحة والأخمص
- تبثر طرفي طفلي